# Trałowiec

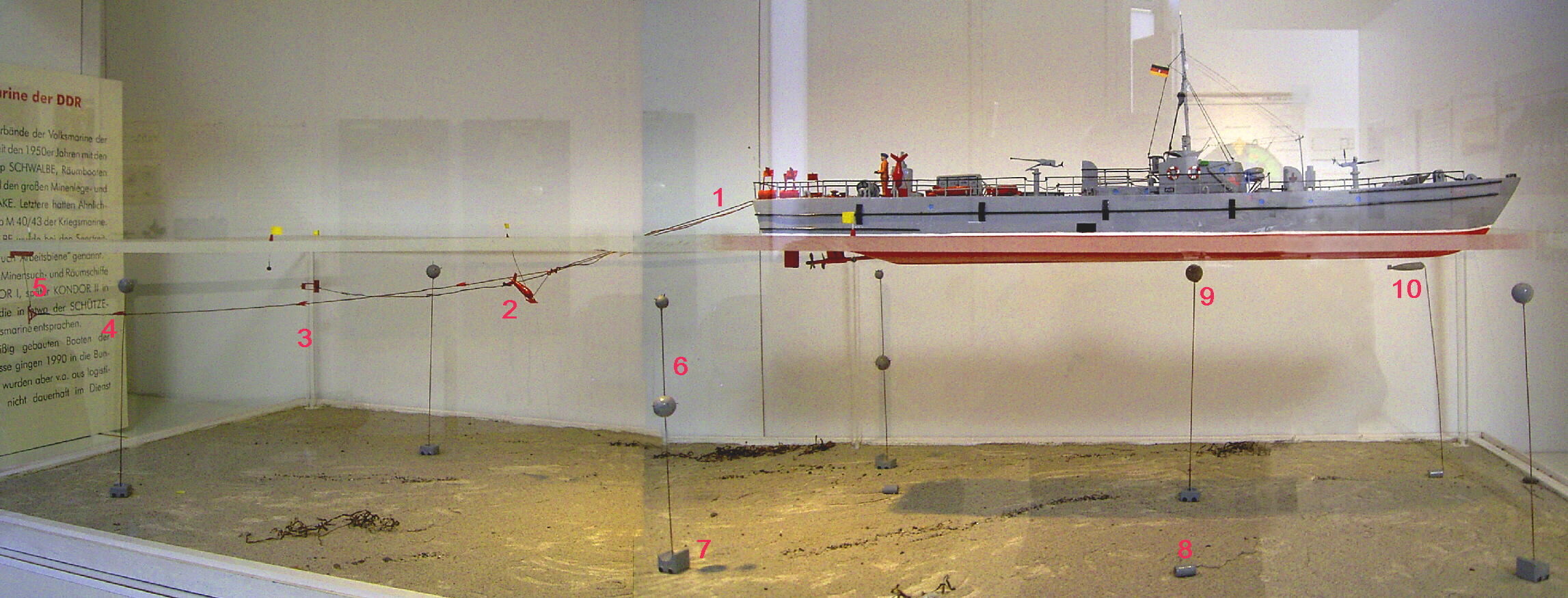
Trałowanie min kotwicznych

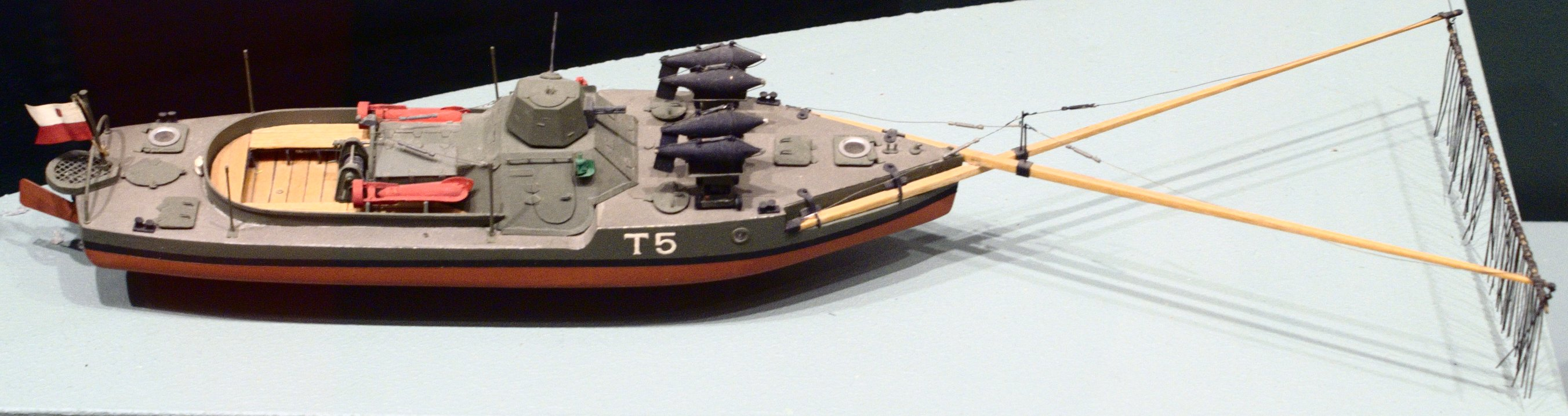
Trałowiec rzeczny T5 Flotylli Rzecznej Marynarki Wojennej

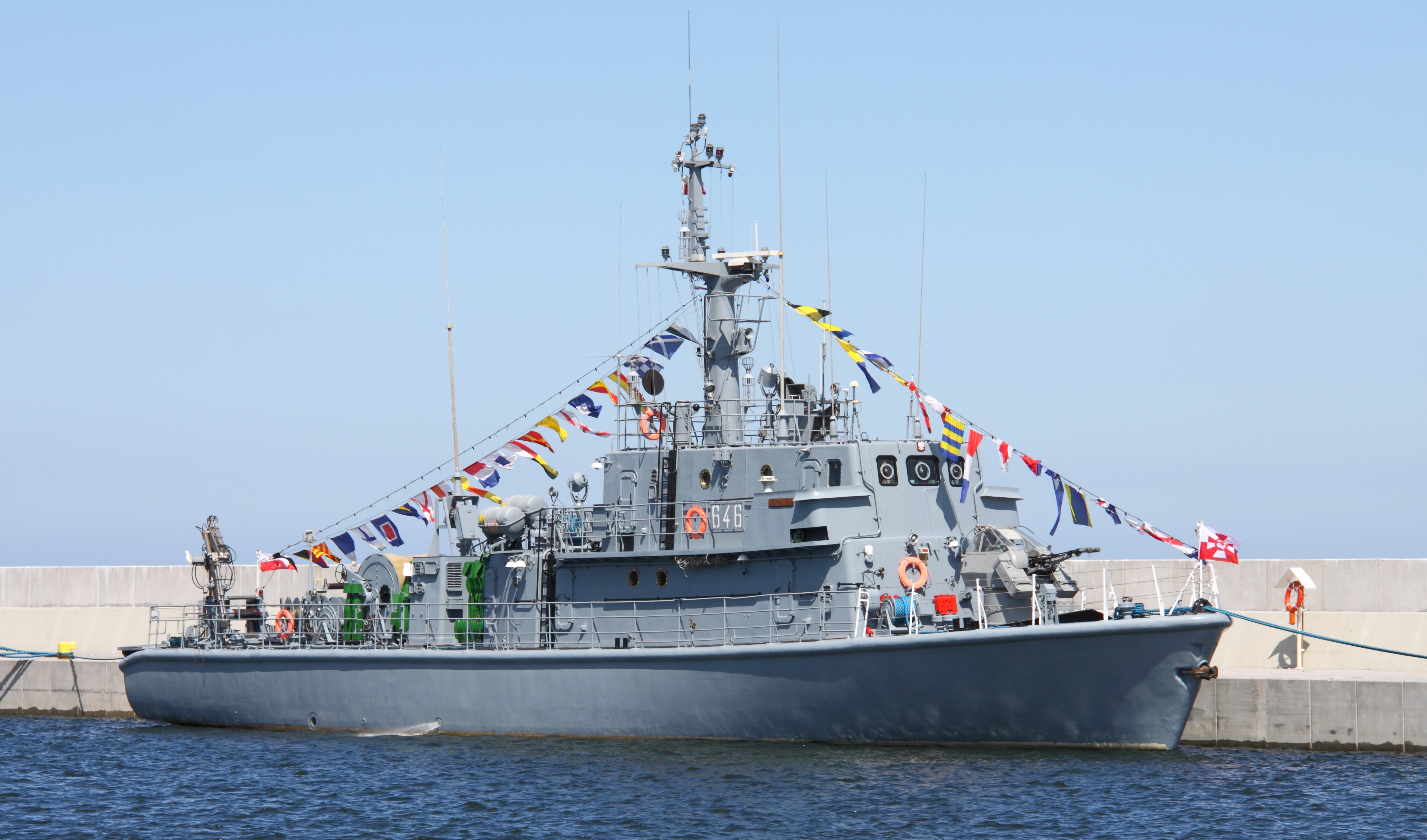
Polski trałowiec projektu 207M ORP Wdzydze

Trałowiec – okręt specjalnie przeznaczony do oczyszczania akwenów żeglownych z min za pomocą holowanych trałów, a także do stawiania min, stąd oboczna nazwa minowiec.
Z uwagi na wielkość i możliwości rozróżnia się: trałowce redowe (wyporność ok. 100–300 ton), trałowce bazowe (ok. 200–600 ton) i trałowce eskadrowe (ok. 600–1000 ton). Mniejsze jednostki klasyfikuje się jako kutry trałowe. Podział trałowców na powyższe podklasy ma jednak znaczenie głównie historyczne i obecnie jest rzadko używany, nie był też powszechnie przyjęty na świecie.
Od początku zastosowania min morskich szukano środków do ich usuwania. Początkowo w tym celu używano głównie przystosowanych do trałowania małych kutrów parowych. Pierwszym trałowcem specjalnej budowy był rosyjski typ Fugas (lub Wzryw) z 1910. Liczne okręty tej klasy budowano począwszy od I wojny światowej. Do początku II wojny światowej trałowce do rozminowania stosowały jedynie holowane za rufą trały kontaktowe, wyposażone w podcinaki służące do przecinania łańcuchów (minlin) min kotwicznych. Po wypłynięciu takiej miny, niszczono ją ogniem artylerii pokładowej. Trałowce tego okresu uzbrojone były do samoobrony w jedno lub kilka dział średniego kalibru (45–76 mm, rzadziej do 102 mm) oraz działka przeciwlotnicze.
Część trałowców mogła stawiać do kilkudziesięciu min (przeważnie 20–30), lecz nie wszystkie typy miały taką możliwość. Często trałowce okresu II wojny światowej były wyposażane w zrzutnie bomb głębinowych lub miotacze bomb głębinowych – jednostki takie służyły często jako okręty eskortowe lub do zwalczania okrętów podwodnych. Oprócz specjalnie budowanych lub przystosowanych trałowców, do trałowania min używano też okrętów innych klas, jak slupy, torpedowce, a nawet, rzadko, niszczyciele.
Począwszy od II wojny światowej, większe znaczenie zyskały trały niekontaktowe (elektromagnetyczne, akustyczne). Trały takie, holowane za okrętem, powodują takie samo oddziaływanie na miny jak przepływający nad nimi statek, co aktywuje detonację min niekontaktowych. Do wykrywania zagród minowych współczesne trałowce posiadają najrozmaitsze stacje hydrolokacyjne, podkadłubowe i holowane za rufą, które w zależności od typu przeszukują akwen przed lub za trałującym okrętem. Po wykryciu takiego pola trałowiec wchodzi na nie i przy użyciu różnego typu trałów magnetycznych albo akustycznych powoduje zazwyczaj wybuchy tych rodzajów min, które reagują na wysyłane przez trały sygnały. Oprócz sprzętu przeciwminowego jednostki te posiadają zazwyczaj 1–2 armaty kal. 23–76 mm przeznaczone do ograniczonej obrony przed lotnictwem, pociskami przeciwokrętowymi i innymi okrętami nawodnymi, czasem wyposażone są w zrzutnie bomb głębinowych. Większość powojennych trałowców posiada możliwości stawiania zagród minowych, przeważnie zabierają do ok. 20–50 min.
Obecnie trałowce znajdujące się na wyposażeniu marynarek wojennych coraz częściej wypierane są przez niszczyciele min. Przyczyną tego jest fakt, iż trałowce stały się mniej skutecznym środkiem, gdyż nowoczesne typy min reagują na wszystkie czynniki, które wywoływać mogą statki, czasami nie tylko na magnetyczne i akustyczne, także np. na ciśnienie, których trałami się nie wywoła. W związku z tym kompleksowa akcja rozminowania przy użyciu trałowców jest praktycznie niemożliwa, gdyż okręty te nie mogą jednocześnie używać trałów stwarzających wszystkie potrzebne czynniki. Dlatego najskuteczniejsze są działania trałowców w dużych grupach, gdzie poszczególne jednostki wywołują różne oddziaływania, chociaż i to nie gwarantuje pełnego powodzenia rozminowywania. Tutaj z pomocą przychodzą niszczyciele min, które niszczą miny selektywnie i precyzyjnie, wykorzystując wiele środków ich wykrywania. Dodatkowym minusem użycia trałowców zawsze było także duże ryzyko wejścia na minę samego trałowca, który chcąc przetrałować akwen, wpierw sam musi na niego wpłynąć.
Pomimo tego, okręty klasy trałowiec są nadal często wykorzystywane w siłach morskich, ze względu na dużą szybkość i mimo wszystko sporą skuteczność, jeżeli chodzi o większość, ale nie wszystkie typy min. Jednak większość min morskich to nadal miny tradycyjne, ze względu na ich prostotę oraz znacznie niższą cenę od min z zastosowanymi skomplikowanymi technologiami. W związku z tym trałowce dalej będą służyć, ale coraz częściej będą je wypierać skuteczne i nowocześniejsze niszczyciele min.